# 医巫螺
医巫螺（学名：Melampus triticeus），是原始有肺目耳螺科尖耳螺属的一种。主要分布于中国大陆，常栖息在高潮区。